# Sistema de controle de disparo

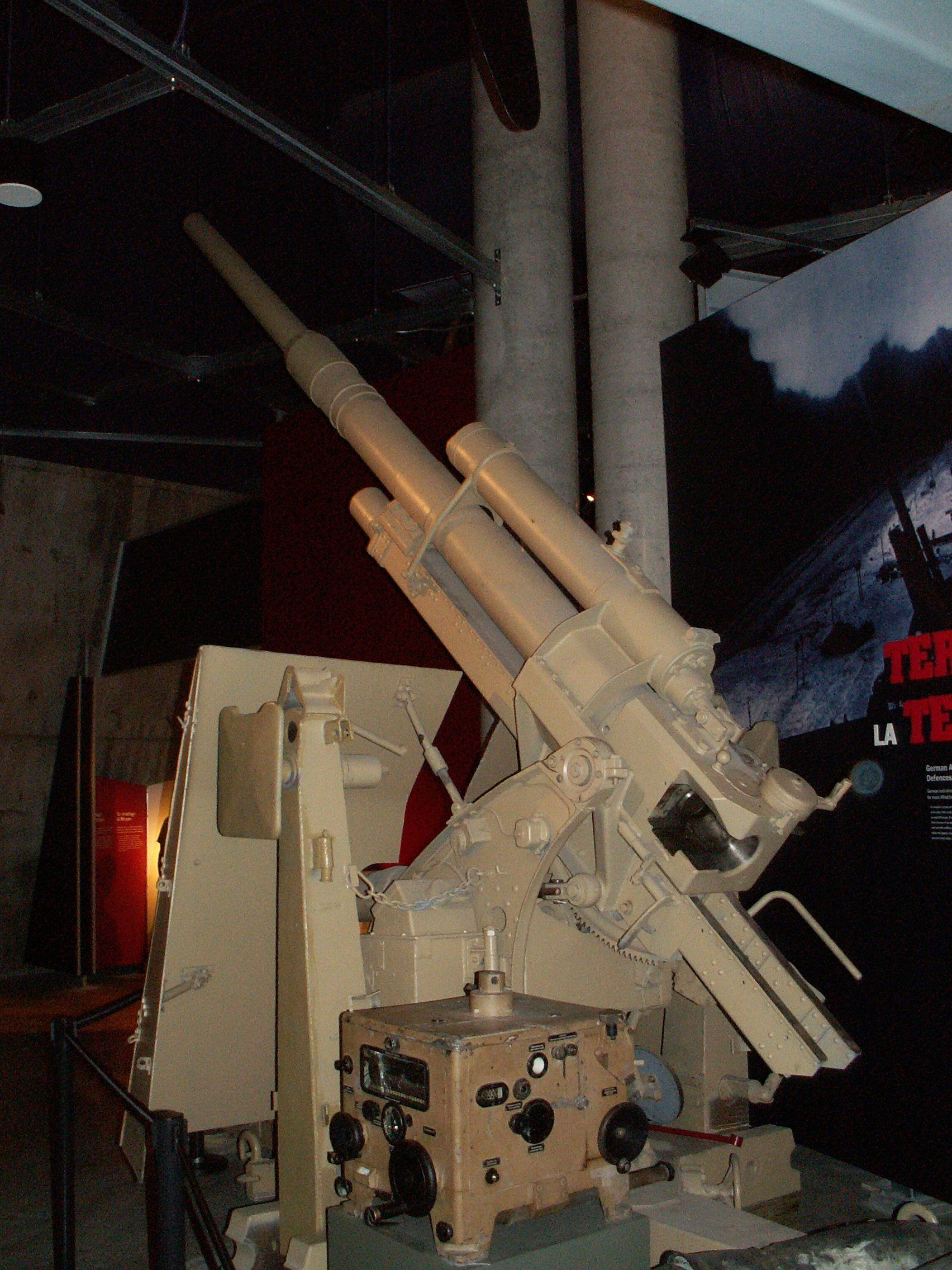
Uma arma de defesa antiaérea 8.8 cm Flak 18/36/37/41 alemã com sistema de controle de disparo da segunda guerra mundial. Está disposta no Museu de Guerra Canadense

Um sistema de controle de disparo é um número de componentes que trabalham juntos, muitas vezes um computador de informações de arma, um diretor (arma) e um radar, o qual são desenvolvidos para auxiliar um sistema de arma a atingir seu alvo. Ele realiza a mesma função que uma pessoa faria ao disparar uma arma, mas seu resultado é mais rápido e preciso.

## Descrição
O sistema de controle de disparo foi inicialmente desenvolvido para o uso naval, na necessidade de mecanismo de disparo em navios militares e maior precisão. Tal tecnologia passou a ser utilizada em diversas áreas dentro da doutrina militar, estando presente em aviões e armas de infantaria, principalmente de suporte.